# Trương Bào
Trương Bao (giản thể: 张苞; phồn thể: 張苞; bính âm: Zhang Bao, 192-229) là con trai cả của Trương Phi, danh tướng nhà Thục Hán thời Tam Quốc trong lịch sử Trung Quốc.

## Cuộc đời
Trương Bao quê ở quận Trác, U Châu, là con trai cả của Xa kỵ tướng quân, Tư Lệ hiệu úy, Tây Hương hầu Trương Phi.
Có ít thông tin về nhân vật này, theo Lê Đông Phương, Trương Bao chết khi còn trẻ, không tham gia vào chính trường thời Tam Quốc.
Tuy vậy, Tam quốc chí của Trần Thọ ghi chép Trương Bao có một người con trai là Trương Tuân. Do đó, Trương Bao có khả năng sống qua lễ đội mũ và kết hôn. Vấn đề Trương Bao đã tham gia vào chính trường hay chưa còn bỏ ngỏ.
Trương Bao có một người em Trương Thiệu làm tới chức Thị trung, Thượng thư Bộc xạ nhà Quý Hán.

## Trong văn học
Trong tiểu thuyết Tam quốc diễn nghĩa của La Quán Trung, nhân vật Trương Bao là một vị tướng giỏi. Trương Bao xuất hiện lần đầu trong cuốn tiểu thuyết này là thời điểm ông đến thông báo cho Lưu Bị tin cha mình là Trương Phi bị hai thuộc hạ là Phạm Cương, Trương Đạt giết chết. Lúc này Trương Bao gặp Quan Hưng, con thứ của Quan Vũ.
Nhân vật Trương Bao đã xin Lưu Bị cho làm tiên phong và nói rằng Vì nước, vì cha, chết cũng không từ. Nhưng con thứ hai của Quan Công là nhân vật Quan Hưng cũng xin làm tiên phong, Rồi hai người cãi cọ nhau và thách đấu nhưng đã bị Lưu Bị vội vàng ngăn lại và buộc hai người phải kết nghĩa anh em như cha của họ là Quan Vũ và Trương Phi, Lưu Bị đã phong cả hai người làm tiên phong.
Nhân vật Trương Bao đã lập được nhiều công trong các trận đánh như các trận báo thù Đông Ngô do Lưu Bị dẫn đầu mặc dù trận chiến này vẫn thất bại và các cuộc Bắc phạt do Gia Cát Lượng chỉ huy. Trong lần đánh Kỳ Sơn thứ ba của Gia Cát Lượng, nhân vật Trương Bao muốn lập công nên đuổi đánh Quách Hoài và Tôn Lễ bị vấp vào đá ngã ngựa, rơi xuống núi và qua đời do vết thương nặng.
Con nhân vật Trương Bao là Trương Tuân, tử trận cùng với Gia Cát Chiêm, Hoàng Sùng và Lý Cầu lúc đang bảo vệ cho Miên Trúc trước sự tấn công của quân Ngụy dưới sự chỉ huy của Đặng Ngải.